# Bistum Aitape
Das Bistum Aitape (lat.: Dioecesis Aitapensis) ist eine in Papua-Neuguinea gelegene römisch-katholische Diözese mit Sitz in Aitape. Es befindet sich in der Provinz Sandaun im nordwestlichen Teil von Papua-Neuguinea.

## Geschichte
Papst Pius XII. gründete mit der Apostolischen Konstitution Ad latius prolatandam am 15. Mai 1952  die Apostolische Präfektur Aitape aus Gebietsabtretungen des Apostolischen Vikariats Zentralneuguinea. Mit der Apostolischen Konstitution  Laetissimi semper wurde sie am 11. November 1956 zum Apostolischen Vikariat erhoben. 
Einen Teil des Territoriums verlor es am 13. September 1963 an die Apostolische Präfektur Vanimo. Am 15. November 1966 wurde es mit der Apostolischen Konstitution  Laeta incrementa  zum Bistum erhoben.

## Ordinarien

### Apostolische Präfekt von Aitape
- Ignatius John Doggett OFM (15. Mai 1952 – 11. November 1956)

### Apostolischer Vikar von Aitape
- Ignatius John Doggett OFM (11. November 1956 – 15. November 1966)

### Bischöfe von Aitape
- Ignatius John Doggett OFM (15. November 1966 – 6. Juni 1969, zurückgetreten)
- William Kevin Rowell OFM (15. Dezember 1969 – 10. Oktober 1986, gestorben)
- Brian James Barnes OFM (3. Oktober 1987 – 14. Juni 1997, dann Erzbischof von Port Moresby)
- Austen Robin Crapp OFM (19. April 1999 – 5. März 2009, emeritiert)
- Otto Separy (9. Juni 2009 – 16. Juli 2019, dann Bischof von Bereina)
- Siby Mathew Peedikayil HGN (seit 2021)